# Filmprijs
Een filmprijs wordt door de filmindustrie of een filmfestival uitgereikt aan films en filmmakers in alle stadia, van script tot acteur en post-productie, die een bijzondere prestatie leveren. De prijs kan worden toegekend door stemming van het publiek, de filmindustrie zelf of door een jury op een filmfestival. Naast de bekende filmprijzen met wereldwijde belangstelling hebben de meeste landen eigen nationale filmprijzen.

## Pioniers
De eerste filmprijs was de Photoplay Award, die vanaf 1920 tot 1968 in de Verenigde Staten werd uitgereikt door en genoemd naar het intussen verdwenen tijdschrift Photoplay. De beste film werd verkozen evenals de meest populaire acteur en actrice.
In 1929 werden de Academy Awards geïntroduceerd, beter bekend als de Oscars. Deze prijzen zijn veruit het bekendst geworden en gebleven. Sinds 1981 worden Academy Awards een dag eerder voorafgegaan door de uitreiking van de Golden Raspberry Awards, oftewel de Razzies, voor de slechtste films. Paul Verhoeven was de eerste regisseur die de "prijs" voor zijn film Showgirls daadwerkelijk kwam ophalen.

## Toekenningscriteria
Er zijn drie gangbare manieren om de winnaar(s) te bepalen.

### Stemming door filmindustrie
De belangrijkste filmprijs, de Academy Awards, worden toegekend door middel van stemming onder de bij de non-profitorganisatie Academy of Motion Picture Arts and Sciences aangesloten filmmakers. Deze zesduizend leden zijn acteur, regisseur of lid van de filmcrew (achter de schermen), bijvoorbeeld cameraman of monteur.
In veel landen is er een duidelijk equivalent van de Academy Awards.
| Land                | Prijs                                             |
| ------------------- | ------------------------------------------------- |
| Argentinië          | Tot 2005: Cóndor de Plata, vanaf 2006: Premio Sur |
| Australië           | AACTA Awards                                      |
| Brazilië            | Grande Premio do Cinema Brasileiro                |
| Canada              | Canadian Screen Award                             |
| China               | geen duidelijk equivalent                         |
| Colombia            | Premios Macondo                                   |
| Denemarken          | Bodil of Robert                                   |
| Duitsland           | Deutscher Filmpreis                               |
| Frankrijk           | César                                             |
| India               | National Film Awards of Filmfare Awards           |
| Italië              | Premi David di Donatello                          |
| Japan               | Japan Academy Prize                               |
| Mexico              | Ariel                                             |
| Rusland             | Nika of Gouden Adelaar                            |
| Spanje              | Goya                                              |
| Verenigd Koninkrijk | British Academy Film Award                        |
| Zuid-Korea          | Blue Dragon Award                                 |
| Zweden              | Guldbagge                                         |

#### Gildes
Bij de uitreiking van gildeprijzen brengen alleen de mensen die actief zijn of waren in een betreffend aandachtsgebied hun stem uit. Enkele voorbeelden:
| Land             | Gilde                                | Beroepsgroep       | Prijs                                                    |
| ---------------- | ------------------------------------ | ------------------ | -------------------------------------------------------- |
| Verenigde Staten | Directors Guild of America           | Regisseurs         | Directors Guild of America Award                         |
| Verenigde Staten | Producers Guild of America           | Producenten        | Producers Guild of America Award                         |
| Verenigde Staten | Screen Actors Guild                  | Acteurs            | Screen Actors Guild Award                                |
| Verenigde Staten | Writers Guild of America             | Scenarioschrijvers | Writers Guild of America Award                           |
| Verenigde Staten | American Cinema Editors              | Filmeditors        | Eddie Award                                              |
| Verenigde Staten | American Society of Cinematographers | Cameraregisseurs   | ASC Awards for Outstanding Achievement in Cinematography |
| Verenigde Staten | Motion Picture Sound Editors         | Geluideditors      | Golden Reel Award                                        |

### Festivaljury
Op filmfestivals worden de belangrijkste prijzen doorgaans uitgedeeld door de festivaljury. De belangrijkste filmfestivals, de zogenaamde A-Festivals (geaccrediteerd door de FIAPF) hebben vaak een gouden prijs waarbij de dieren populair zijn. In onderstaande tabel zijn de door de FIAPF geaccrediteerde filmfestivals weergegeven, met daarbij de belangrijkste prijs.
| Festival      | Prijs                    |
| ------------- | ------------------------ |
| Berlijn       | Gouden Beer              |
| Caïro         | Gouden Piramide          |
| Cannes        | Gouden Palm              |
| Goa           | Gouden Pauw              |
| Karlsbad      | Kristallen Bol           |
| Locarno       | Gouden Luipaard          |
| Mar del Plata | Gouden Ástor             |
| Montreal      | Grand Prix des Amériques |
| Moskou        | Gouden Joris             |
| San Sebastián | Gouden Schelp            |
| Shanghai      | Gouden Jue               |
| Tallinn       | Gouden Wolf              |
| Tokio         | Tokyo Grand Prix         |
| Venetië       | Gouden Leeuw             |
| Warschau      | Warschau Grand Prix      |

### Publieksprijs
In de praktijk worden winnaars van de publieksprijzen minder hoog aangeschreven dan de keuze van de jury of de filmindustrie. Een voorbeeld van een publieksprijs is de People's Choice Awards in de Verenigde Staten.

## Prijzen/festivals op het Nederlands taalgebied
Met enige internationale uitstraling:
- Ghent International Film Festival, vooral bekend vanwege de focus op filmmuziek
- Leuven International Short Film Festival, voor korte films

Louter binnen de Benelux:
- Antwerps festival voor de jeugdfilm